# San Juan de los Lagos
San Juan de los Lagos é um município do estado de Jalisco, no México. É mais conhecida como a casa de uma pequena imagem da Virgem Maria chamada Nossa Senhora de San Juan de los Lagos.
Em 2005, o município possuía um total de 57.104 habitantes.